# Chaos Crags
De Chaos Crags zijn een groep lavakoepels in Lassen Volcanic National Park in de Amerikaanse staat Californië. Ze werden 1100 à 1000 jaar geleden gevormd en zijn daarmee de jongste lavakoepels in het park. De Chaos Crags liggen ten noorden van Lassen Peak.
Vanaf de basis van de rotsen en uitgespreid in noordwestelijke richting liggen de Chaos Jumbles, de restanten van een rotslawine die de noordwestelijke helling van de Chaos Crags 300 jaar geleden onderuit haalde. De rotslawine verplaatste zich aan ongeveer 160 km per uur. Ze maaide het bos weg en zette de Manzanita Creek af, waardoor Manzanita Lake gevormd werd. In 1974 sloot de National Park Service op advies van de United States Geological Survey (USGS) het bezoekerscentrum nabij Manzanita Lake omdat dat het risico liep onder een rotslawine bedolven te geraken wanneer de regio opnieuw geteisterd zou worden door een aardbeving of vulkaanuitbarsting.

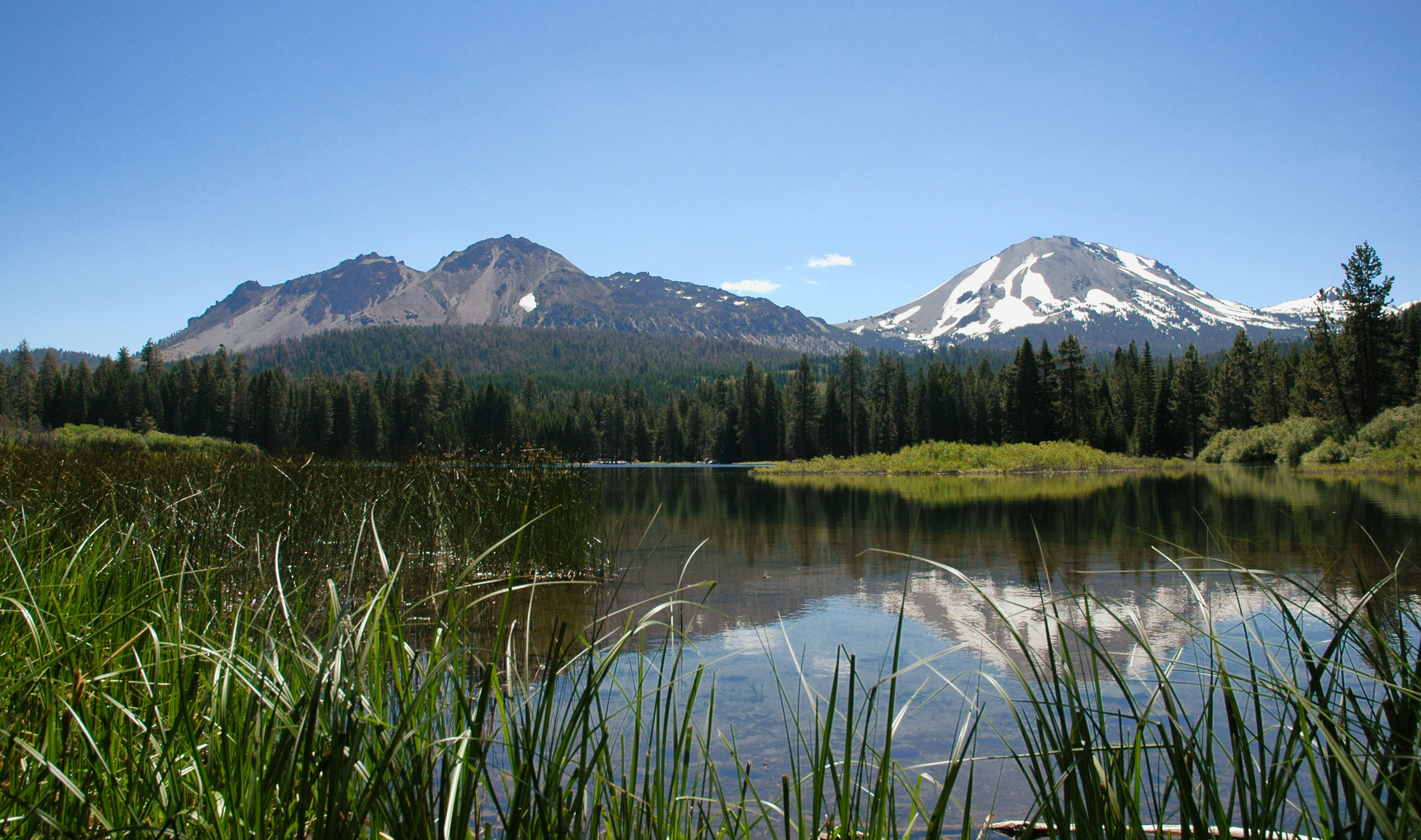
Zicht op de Chaos Crags (links) en Lassen Peak vanaf de oever van Manzanita Lake